# أقحوان المروج الشائع
أقحوان المروج الشائع أو قوقحان كبير (باللاتينية: Leucanthemum vulgare) هو نوع نباتي ينتمي إلى جنس أقحوان المروج من الفصيلة النجمية زهرة من مغطاة البذور وموطنها الأصلي أوروبا وبعض مناطق قارة آسيا.

## معرض صور

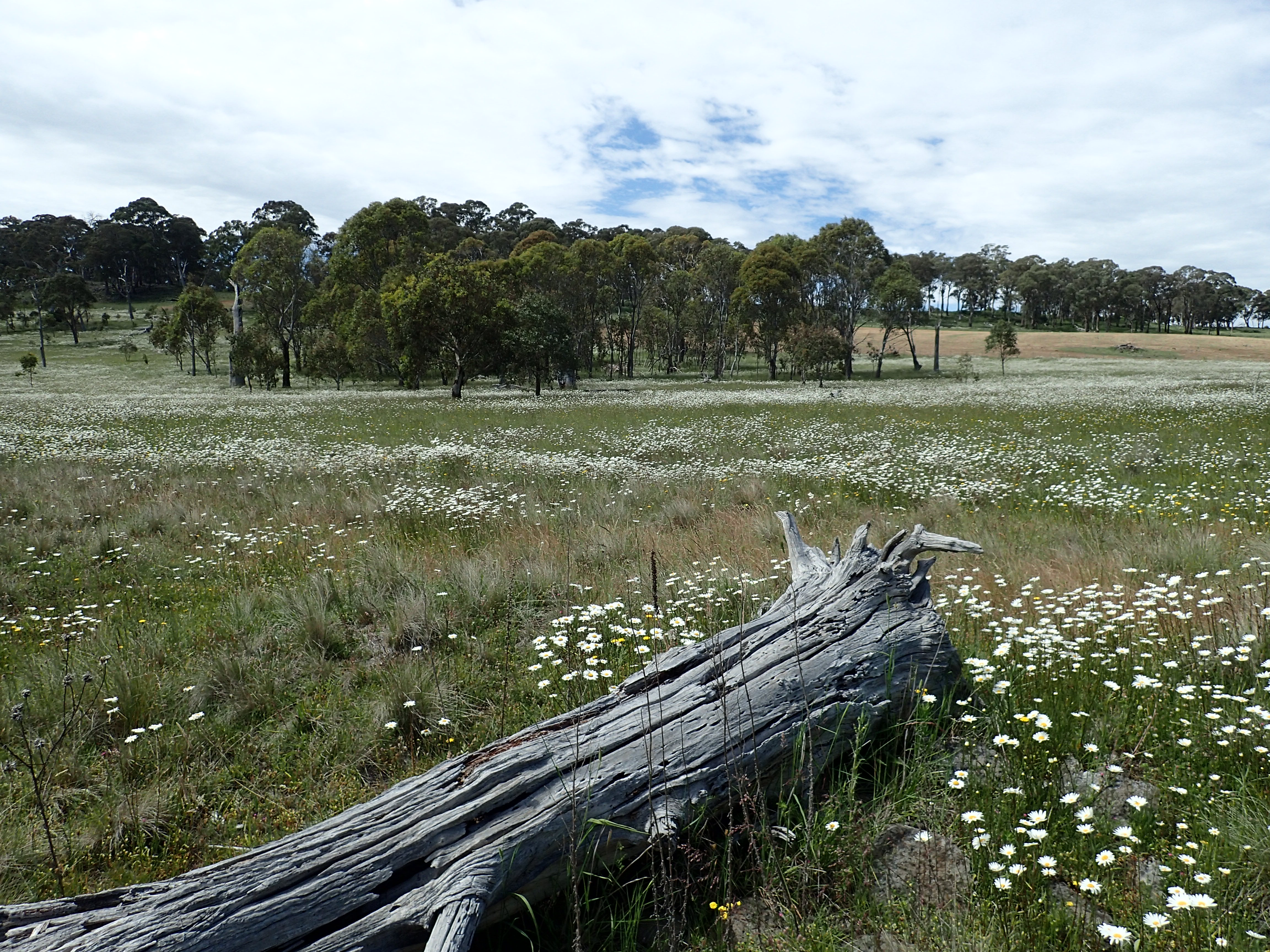
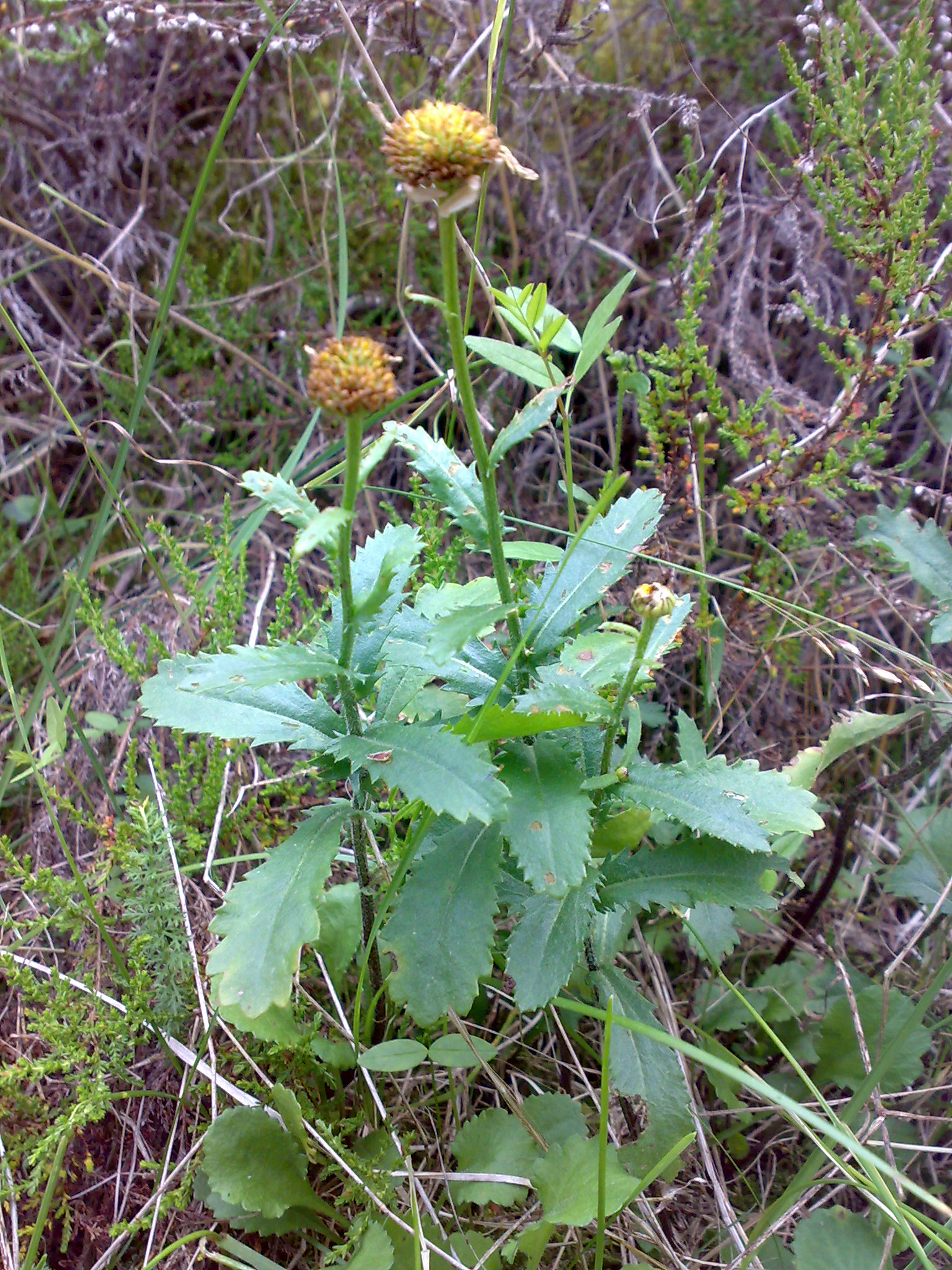
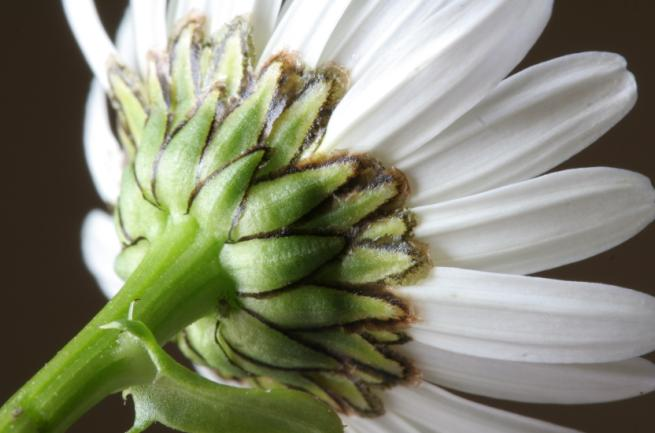